# Amerikansk hästkastanj
Amerikansk hästkastanj (Aesculus pavia) är en art i växtfamiljen kinesträdsväxter och förekommer naturligt i sydöstra USA och söderut till Texas. Arten odlas sällsynt som trädgårdsväxt i Sverige, men är mer känd som ena föräldern till rödblommig hästkastanj (A. ×carnea).
Artepitet i det vetenskapliga namnet hedrar botanikern Peter Paaw från Nederländerna.
Arten är utformad som en buske eller som ett litet träd. Under våren bildas blomställningar med flera små blommor som vanligen är röda eller gula respektive violetta. Bladen har en glänsande grön ovansida och en ljusgrön undersida. Amerikansk hästkastanj är lövfällande under sensomaren. Växten har nötter med ljusbrun skal som saknar taggar och artens frön är rödbruna.
Utbredningsområdet sträcker sig från centrala Texas till Missouri, North Carolina och Florida. Enstaka fynd finns längre norrut vid Atlanten. Arten ingår i skogar och buskskogar. Den hittas ofta nära vattendrag i klippiga regioner. Amerikansk hästkastanj blommar från mars till maj. Pollineringen utförs av bin och kolibrier. Ekorrar paverkas inte av giftet och de kan äta nötten.
Växtens frön och unga skott innehåller gift. De användes av Nordamerikas ursprungsbefolkning för att bedöva fiskar. Artens rötter användes för produktionen av såpa. Växten planteras ofta i trädgardar pa grund av liknader med arter fran släktet Russelia.
För beståndet är inga hot kända. Hela populationen antas vara stor. IUCN listar arten som livskraftig (LC).